# فرجة (ضنية)
فرجة هي قرية لبنانية من قرى قضاء الضنية في محافظة الشمال.